# Петриченко Євген Володимирович
Євге́н Володи́мирович Петриче́нко (*10 грудня 1976, Дубівський) — український композитор, музичний продюсер, менеджер культурно-мистецьких проєктів, заслужений діяч мистецтв України.

## Біографія
Народився в селі Дубівський Антрацитівської міськради Луганської області 10 грудня 1976.
З 1984 по 1992 р. навчався в середній загальноосвітній школі № 5 м. Антрацит Луганської області і в дитячій музичній школі. За роки навчання неодноразово отримував звання дипломанта і лауреата міських, обласних та всеукраїнських конкурсів.
- З 1992 по 1996 р. навчався на теоретичному відділі Луганського вищого музичного училища. 1996—2001 р. — студент кафедри композиції і сучасних музичних технологій Донецької державної консерваторії ім. С. С. Прокоф'єва (клас професора, заслуженого діяча мистецтв України, С. О. Мамонова).

- З 2000 по 2001 р. — вчився у магістратурі. Консерваторію і магістратуру закінчив на відмінно, отримав кваліфікацію композитора, магістра мистецтвознавства та викладача.

У цьому ж році був прийнятий до Національної Спілки композиторів України.
- З 2003 р. — асистент-стажист кафедри композиції і сучасних музичних технологій ДДМА ім. С. С. Прокоф'єва, з 2004 р. — здобувач наукового ступеня кандидата мистецтвознавства на кафедрі композиції та інструментування Національної музичної академії України ім. П. І. Чайковського.

- 2000 р. — дипломант Міжнародного конкурсу «На батьківщині Прокоф'єва» (м. Маріуполь)
- з 2001 по 2024 - член Національної спілки композиторів України

- 2005 р. — лауреат премії ім. Л. М. Ревуцького.

- 2007 р. — автор і реалізатор проекту «Донецьк — Львів». Проект був визнаний Національною спілкою композиторів України найкращим проектом року.

- 2009 р. — автор і реалізатор проекту «Мистецтво молодих — майбутнє Донбасу» (грант Донецької обласної ради в області музичного мистецтва), в рамках якого був випущений диск з творами молодих композиторів Донбасу у виконанні камерного ансамблю нової музики «Quarta +» та ансамблю «Art Music Chamber Band»
- 2009 - лауреат премії Кабінету Міністрів України
- 2011 - лауреат премії імені Сергія Прокоф'єва
- 2024 - лауреат премії імені Миколи Лисенка
- 2024 - заслужений діяч мистецтв України

У 2014 році змушений був покинути Донецьк через захоплення міста бойовиками ДНР і оселився у Ворзелі. З 2015 по 2021 рік був директором Будинок творчості композиторів «Ворзель»
З 2021 року працює в Національному будинку органної та камерної музики України.

## Творчість
Композитор має значний творчий багаж, представлений різноманітними жанрами симфонічної, камерно-симфонічної, камерно-інструментальної, вокальної, хорової музики, музики до театральних вистав, піснями тощо.
Твори виконувались на сценах Київської, Луганської, Донецької, Львівської, Івано-Франківської та Одеської обласних філармоній, на міжнародних музичних фестивалях: імені А. Кос-Анатольського, «КиївМузикФест», «Золотоверхий Київ», «Два дні й дві ночі нової музики», «Контрасти».
Композитор має два авторських компакт-диски («in D …», «Requiem»), ряд наукових публікацій і виступів на Всеукраїнських та Міжнародних конференціях. Займає посаду старшого викладача кафедри композиції і сучасних музичних технологій та теорії музики Донецької державної музичної академії імені С. С. Прокоф'єва.